# Tip of the Red Giant Branch
Der Tip of the Red Giant Branch (deutsche Übersetzung: Spitze des Roten Riesenastes) ist eine Methode der Astronomie zur Entfernungsbestimmung von Sternhaufen und Galaxien. Sie beruht darauf, dass alle Roten Riesen beim Zünden des Heliumbrennens im Infraroten eine identische Helligkeit haben.
In der Entwicklung von Sternen mittlerer Masse sammelt sich die Asche des Wasserstoffbrennens in einem Heliumkern im Zentrum der Sterne. Während das Wasserstoffbrennen in einer Schale nach außen wandert, bewegt sich der Stern im Hertzsprung-Russell-Diagramm entlang des Roten Riesenastes nach oben. In dem entarteten Kern fusioniert das Helium explosiv, wobei die Leuchtkraft abhängig von der Masse des Kerns und nur schwach abhängig von der Metallizität ist. Da die Zündung des Heliumkerns überwiegend von der Dichte abhängt, tritt der Heliumflash bei allen Sternen mit einem Alter von 4 bis 12 Milliarden Jahren bei der gleichen Kernmasse auf.
Die Leuchtkraft der Roten Riesen zu diesem Zeitpunkt unterscheidet sich nur um 0,05 mag im mittleren Infrarot, und dieser Spektralbereich wird nur geringfügig von der Extinktion beeinflusst. Die Methode ist für alle Sternsysteme mit Sternen der alten Population II verfügbar, die in allen Arten von Kugelsternhaufen und Galaxien vorhanden sind. Um mit einer hohen Genauigkeit die Spitze des Riesenastes festlegen zu können, sind circa 100 Sterne innerhalb von 1 mag am oberen Ende des Roten Riesenastes erforderlich.